# Gira mi canción
Violetta – Gira mi canción – piąty album ze ścieżką dźwiękową z trzeciego sezonu disneyowskiego serialu Violetta. Najpierw, tj. dnia 18 lipca 2015, płytę wydano w Ameryce Łacińskiej. W Polsce premiera odbyła się 21 października 2015. Ukazały się tu trzy wersje albumu: podstawowa (CD), 2 grudnia 2014 – tzw. "limited/special edition" (CD+DVD) oraz 14 kwietnia 2015 – edycja "deluxe" zawierająca CD + dodatkową CD z karaoke.
W 2016 roku album uzyskał w Polsce status dwukrotnie platynowej płyty.

## Lista utworów

### CD
1. En gira (obsada serialu "Violetta") 3:21
2. Amor en el aire (Jorge Blanco) 3:27
3. Supercreativa (Martina Stoessel) 3:42
4. Encender nuestra luz (Martina Stoessel, Mercedes Lambre, Lodovica Comello, Candelaria Molfese i Alba Rico) 3:05 (PL) / 3:43
5. Ser quien soy (Diego Dominguez) 3:03
6. Quiero (Mercedes Lambre) 2:17 (PL) / 2:13
7. Rescata mi corazón (Ruggero Pasquarelli) 2:56
8. Aprendí a decir adiós (Lodovica Comello) 3:41 (PL) / 3:44
9. Descubrí (Martina Stoessel) 3:39 (PL) / 3:29
10. Queen of the Dance Floor (Jorge Blanco, Ruggero Pasquarelli, Samuel Nascimento, Nicolás Garnier i Facundo Gambandé) 3:01 [niezawarte na wersji polskiej albumu]
11. Underneath It All (Martina Stoessel) 3:41 (PL) / 3:38
12. A mi lado (Martina Stoessel, Lodovica Comello, Candelaria Molfese) 3:03
13. Friends ’Till the End (obsada serialu "Violetta") 3:23

### CD – karaoke
1. "En gira" 3:21
2. "Amor en el aire" 3:27
3. "Supercreativa" 3:42
4. "Encender nuestra luz" 3:05
5. "Ser quien soy" 3:03
6. "Quiero" 2:17
7. "Rescata mi corazón" 2:56
8. "Aprendí a decir adiós" 3:41
9. "Descubrí" 3:39
10. "Underneath It All" 3:41
11. "A mi lado" 3:03
12. "Friends ’Till the End" 3:23
13. "Encender nuestra luz"
14. "Podemos"

### DVD
1. En mi mundo
2. Juntos somos mas
3. Te creo
4. Entre tu y yo
5. Voy por ti
6. Habla si puedes
7. Tienes todo
8. Are You Ready for the Ride?
9. Junto a ti